# Saint-Péray
Saint-Péray è un comune francese di 7 591 abitanti situata nel dipartimento dell'Ardèche nella regione dell'Alvernia-Rodano-Alpi. Il comune, che ospita le rovine del castello di Crussol, è famoso per un festival enologico.

## Geografia fisica
Ai piedi della collina di Crussol, ai confini della Valle del Rodano, Saint-Péray è un luogo di passaggio fra le colline dell'Ardèche e la piana di Valence. Il paese è attraversato da un piccolo affluente del Rodano, il Mialan.

## Storia

### Simboli
Nella prima partizione sono riprodotte le insegne dei signori di Crussol. Le chiavi sono l'attributo del patrono san Pietro (Saint-Péray deriva da Saint-Pierre-d'Ay).

## Società

### Evoluzione demografica
Abitanti censiti

### Istituzioni, enti e associazioni

#### Le Suore di San Giuseppe
A Saint-Péray è stata stabilita la sede generalizia dell'Istituto delle Suore di San Giuseppe, nato nel 1993 dall'unione di alcune piccole congregazioni di religiose ispirate a quella di San Giuseppe fondata a Le Puy-en-Velay nel 1650 da Jean-Pierre Médaille (1610-1669).

## Economia

### Vitigno
Il Saint-péray è un vino bianco frizzante della apellazione di origine Côtes du Rhône, prodotto secondo il Metodo champenois. Esiste anche come vino bianco secco.

## Amministrazione

### Gemellaggi
- Groß-Umstadt, dal 1966
- Asso, dal 2001

Saint-Péray e Santo Tirso,  Portogallo, hanno firmato un patto di amicizia nel 1991, a causa del comune gemellaggio con Groß-Umstadt